# Ctenitis subglandulosa
Ctenitis subglandulosa är en träjonväxtart som först beskrevs av Henry Fletcher Hance, och fick sitt nu gällande namn av Ren-Chang Ching. Ctenitis subglandulosa ingår i släktet Ctenitis och familjen Dryopteridaceae. Inga underarter finns listade.